# Gonzalo Sáenz de Samaniego
Gonzalo Sáenz de Samaniego Berganzo (Samaniego (Álava), 3 de noviembre de 1966) es un enólogo y político del País Vasco, España, miembro del Partido Nacionalista Vasco. Fue Consejero de agricultura, pesca y alimentación durante varios gabinetes del lendakari Juan José Ibarretxe en el Gobierno Vasco entre 2002 y 2009.

## Biografía
Gonzalo Sáenz de Samaniego es natural de la pequeña localidad vitivinícola de Samaniego, ubicada en la comarca de la Rioja Alavesa, en el sur de Álava, donde nació en 1966. Su familia, afincada en la localidad desde hace generaciones, es viticultora, propietaria de viñedos en la zona y de la bodega familiar Ostatu, ubicada en Samaniego y dedicada a la elaboración de vino de denominación de origen rioja.
La formación de Gonzalo estuvo orientada hacia el negocio familiar. Es enólogo por la Universidad de La Rioja y ha complementado esta formación con la realización de cursos  de desarrollo rural, comercialización de productos agrarios, desarrollo turístico sostenible en el medio rural y gestión y marketing de empresas agrarias.
Al margen de la política, trabajó en una empresa de distribución, venta y asesoría de productos enológicos en las zonas de Rioja, Navarra, Aragón y País Vasco; y ha sido responsable de la gestión técnica, administrativa y comercial de la bodega familiar, junto con sus hermanos.

### Carrera política
En 1990 fue elegido miembro de la ejecutiva de la U.A.G.A. (Unión Agroganadera de Álava), sindicato agrario que agrupa a agricultores y ganaderos de esta provincia y que está a su vez integrada en el sindicato agrario vasco EHNE. Sáenz de Samaniego fue miembro de esta ejecutiva hasta 1993.
Afiliado a la agrupación local de Samaniego del Partido Nacionalista Vasco, comenzó su carrera política en la política local. Entre 1991 y 1999 fue alcalde del municipio de Samaniego y presidente de su junta administrativa. Durante ese periodo compaginó esta labor con su participación en diferentes asociaciones de la comarca de Rioja Alavesa.

### Consejero del Gobierno Vasco
En enero de 2002, 6 meses después de iniciarse la VII Legislatura del Gobierno Vasco, el lendakari Ibarretxe nombró a Sáenz de Samaniego consejero de agricultura, pesca y alimentación del Gobierno Vasco en sustitución de Iñaki Gerenabarrena, que había asumido en aquel momento la presidencia del PNV en Álava y por tanto se iba a dedicar a labores internas del partido y a preparar las próximas elecciones forales. El nombramiento de Sáenz de Samaniego obedecía según analistas políticos al interés del Gobierno Vasco por reforzar sus lazos con la Rioja Alavesa, una de las comarcas más importantes para el sector agrario vasco, en un momento en el que el PNV había perdido poder político en la provincia y se preparaba para una batalla electoral con el PP por el control político de Álava. Sáenz de Samaniego mantuvo una política continuista respecto a la de su predecesor.
Sáenz de Samaniego ocupó el cargo durante el resto de la VII Legislatura (2002-2005) y durante la VIII Legislatura (2005-2009). Tras ser desbancado su partido del Gobierno Vasco por una coalición postelectoral del PSE-EE/PSOE y PP tras las elecciones vascas de 2009, Sáenz de Samaniego abandonó su cargo y se reintegró a su trabajo en la bodega familiar.
Durante sus años de gestión al frente de la consejería se tuvo que enfrentar a varias crisis que afectaron al sector primario vasco:
- la reforma de la Política Pesquera Común de la UE en 2002 eliminó las ayudas europeas a la renovación de la flota pesquera, ayudas a las que la flota vasca no había podido acceder hasta 2000, por considerarse el País Vasco una región próspera de la UE.
- Desastre del Prestige en noviembre de 2002: el hundimiento del petrolero Prestige en Galicia produjo una marea negra que afectó a toda la Cornisa Cantábrica, incluida la Costa Vasca, aunque la afección de la catástrofe medioambiental fue menor que en Galicia, provocó una veda pesquera en la pesca de bajura vasca, que empezó a levantarse en marzo de 2003.
- El brote de gripe aviar iniciado en 2004, que presentó casos aislados de propagación a humanos, causó a lo largo de 2005 y 2006 gran alarma a nivel mundial ante la posibilidad de que pudiera derivar en una pandemia. El departamento de agricultura tomó inicialmente la responsabilidad de prevenir esta enfermedad, considerada en principio un problema veterinario, mediante la realización de análisis en aves y la adopción de otras medidas a lo largo de estos años, con un coste de unos 350.000€.[4][5] En julio de 2006 se detectó  en un ave acuática silvestre el primer caso de gripe aviar en el País Vasco, que fue además el primera caso encontrado en España.[6] El departamento de Sáenz de Samaniego no fue ajeno a críticas desde la oposición por su gestión durante esta "crisis".[7] El brote remitió a lo largo de ese año sin que llegara a convertirse en una pandemia.
- En noviembre de 2007 se produjo un brote de la enfermedad de la lengua azul afectando a una instalación ganadera de ovejas de Oyarzun (Guipúzcoa).[8] El brote obligó a inmovilizar el ganado provisionalmente y a vacunar contra la enfermedad a toda la cabaña ovina y bovina del País Vasco. Este brote se extendió por el País Vasco causando en un año la muerte de casi 700 cabezas de ganado, la mayor parte de ellas ovinas. Para octubre de 2008 el brote estaba controlado según indicaba el consejero.[9]
- En el juicio mercantil por el caso de los purines de Carranza, celebrado en octubre de 2016, fue acusado por el exalto cargo del Gobierno Vasco, Martín Ascacibar, de estar al tanto de las maniobras que costaron al erario público 10,2 millones de euros.

En 2012 entró a formar parte del Euzkadi Buru Batzar, máximo órgano político del PNV.